# 浪商のヤマモトじゃ!
浪商のヤマモトじゃ!（なみしょうのヤマモトじゃ!）は、2002年に刊行された山本集の著書、およびそれを原作として2003年に公開された映画。
浪華商業高等学校野球部で張本勲と同期だった山本が、高校野球監督、ヤクザ、画家という異色の経歴をたどった半生を綴った自伝。
映画版は喧嘩野球編、大阪総番長編、鬼監督のヤマモトじゃ!（1・2）の4作がある。

## 出演
- アツム：ユウキロック（ハリガネロック）
- ハリモト：RIKIYA
- タニモト：大上邦博（ハリガネロック）
- オオニシ：川谷修士（2丁拳銃）
- ナガイ：多田健二（COWCOW）
- 軍曹：原西孝幸（FUJIWARA）
- リョウコ：鈴木紗理奈
- アカネ：夏川純
- 柔道部の佐竹：藤本敏史（FUJIWARA）
- ワジマ：的場浩司
- 食堂の店主：斎藤洋介
- テツ：木村祐一
- 月亭八方
- 小堀裕之（2丁拳銃）
- 山田雅人
- 東出典子
- 住谷正樹（レイザーラモン）
- 千原靖史
- 岸部四郎
- くまだまさし
- ガリットチュウ
- バッドボーイズ
- 中川貴志（ランディーズ）

他

## スタッフ
- 監督：白岩久弥
- プロデューサー:市川徹、松永太郎、後藤正人
- 原作：山本集
- 脚本：白岩久弥
- 脚本：木田紀生

## DVD
- 浪商のヤマモトじゃ! 喧嘩野球編
- 浪商のヤマモトじゃ! 大阪総番長編